# ミヘイル・ギオルガゼ
ミヘイル・ギオルガゼ（グルジア語: მიხეილ გიორგაძე、グルジア語ラテン翻字: Mikheil Giorgadze、1967年4月25日 – ）は、ジョージアの政治家、経済学者。2014年7月から文化・遺跡保護大臣を務めた。

## 生涯
1984年から1991年までトビリシ国立大学経済学部に在籍。その後、1992年から1993年まで経済大臣内閣顧問、1993年から1994年まで対外経済委員会の国際経済組織部長。
1994年から1997年まで非政府組織「世界ラボラトリ」でプロジェクトマネージャー。続いて1998年から2014年7月までジャズフェスティバル等の企画団体「イースタン・プロモーション」でゼネラルマネージャー。また2005年から2014年までトビリシ・コンサートホール理事。